# Tajh Bellow
Tajh Romell Bellow (Texas City, 9 febbraio 1995) è un attore statunitense.
È noto soprattutto per il ruolo di T.J. Ashford nella soap opera statunitense General Hospital.

## Biografia
Tajh Bellow nasce in Texas City nel Texas il 9 febbraio 1995 dai suoi genitori Alvin Bellow Jr. e Latasha Rene Bellow e ha due fratelli Kahree e Maya.

### Carriera
Bellow ottiene il suo primo ruolo nel 2008 con il cortometraggio Don't Touch If You Ain't Prayed 2. Nello stesso anno appare nel film Role Models. In seguito appare in diverse serie tv come The Middle, Sam & Cat, Twisted, Girl Meets World, Filthy Preppy Teens, Game Shakers, K.C. Agente Segreto e Bosch. Nel 2018 entra nel cast principale della soap opera General Hospital nel ruolo di T.J. Ashford, ruolo che ricopre fino al 2024. Nel 2020 ottiene un ruolo da guest star in un episodio della sitcom per bambini Summer Camp. Nel 2021 è guest star in un episodio di NCIS - Unità anticrimine e in seguito in un episodio di 9-1-1: Lone Star.

## Filmografia

### Cinema
- Don't Touch If You Ain't Prayed 2 (2008)
- The Man Who Came Back (2008)
- Role Models (2008)
- Gifted Hands - Il dono (2009)

### Televisione
- Twentysixmiles - serie TV, 1 episodio (2010)
- The Middle - serie TV, 1 episodio (2013)
- The First Family - serie TV, 1 episodio (2013)
- Save Me - serie TV, 1 episodio (2013)
- Sam & Cat - serie TV, 1 episodio (2013)
- Twisted - serie TV, 1 episodio (2014)
- Girl Meets World – serie TV, 1 episodio (2015)
- Filthy Preppy Teens – serie TV (2015)
- Game Shakers – serie TV, 1 episodio (2017)
- K.C. Agente Segreto - serie TV, 2 episodi (2018)
- Bosch - serie TV, 1 episodio (2018)
- General Hospital - soap opera (2018-2024)
- Summer Camp – serie TV, 1 episodio (2020)
- NCIS - Unità anticrimine - serie TV, 1 episodio (2021)
- 9-1-1: Lone Star - serie TV, 1 episodio (2021)

## Doppiatori italiani
Nelle versioni in italiano delle opere in cui ha recitato, Tajh Bellow è stato doppiato da:
- Stefano Broccoletti in Bosch
- Stefano Sperduti in K.C. Agente Segreto
- Manuel Meli in NCIS - Unità anticrimine